# Patrice Vermette
Patrice Vermette (Montréal, 1970) è uno scenografo canadese, vincitore del Premio Oscar alla migliore scenografia per Dune.

## Biografia
Patrice Vermette ha lavorato come direttore artistico per numerosi spot televisivi e videoclip, tra cui alcuni per i Metallica, Martina McBride, Holly Cole e Shania Twain. Ha iniziato a lavorare come scenografo nel film del 1997 Snowboard Academy di John Shepphird. Successivamente, ha iniziato a lavorare per alcuni film di Jean-Marc Vallée, tra cui C.R.A.Z.Y.. Per questo film, ha vinto un Genie Award e un Jutra Award per la migliore scenografia. Nel 2010, è stato candidato al Premio Oscar per la migliore scenografia per il film The Young Victoria. In seguito, ha iniziato ad occuparsi della scenografia dei film di Denis Villeneuve, tra cui Prisoners e Sicario. Nel 2022, ha vinto l'Oscar per il film Dune.

## Filmografia
- Snowboard Academy, regia di John Shepphird (1997)
- Identità ad alto rischio (Hidden Agenda), regia di Marc S. Grenier (2001)
- Dead Awake, regia di Marc S. Grenier (2001)
- C.R.A.Z.Y., regia di Jean-Marc Vallée (2005)
- 1981, regia di Ricardo Trogi (2009)
- The Young Victoria, regia di Jean-Marc Vallée (2009)
- La cité, regia di Kim Nguyen (2010)
- Café de Flore, regia di Jean-Marc Vallée (2011)
- La banda Picasso, regia di Fernando Colombo (2012)
- Prisoners, regia di Denis Villeneuve (2013)
- Enemy, regia di Denis Villeneuve (2013)
- 1987, regia di Ricardo Trogi (2014)
- Sicario, regia di Denis Villeneuve (2015)
- Arrival, regia di Denis Villeneuve (2016)
- Il domani tra di noi (The Mountain Between Us), regia di Hany Abu-Assad (2017)
- Truffatori in erba (Gringo), regia di Nash Edgerton (2018)
- Vice - L'uomo nell'ombra (Vice), regia di Adam McKay (2018)
- Dune, regia di Denis Villeneuve (2021)
- Il nemico (Foe), regia di Garth Davis (2023)
- Dune - Parte due (Dune: Part Two), regia di Denis Villeneuve (2024)

## Riconoscimenti
- Premio Oscar
  - 2010 - Candidatura alla migliore scenografia per The Young Victoria[10]
  - 2017 - Candidatura alla migliore scenografia per Arrival[14]
  - 2022 - Migliore scenografia per Dune[15]
  - 2025 - Candidatura alla migliore scenografia per Dune - Parte due
- Premi BAFTA
  - 2022 - Migliore scenografia per Dune[16]
  - 2025 - Candidatura alla migliore scenografia per Dune - Parte due
- Saturn Award
  - 2022 - Candidatura alla migliore scenografia per Dune
  - 2025 - Candidatura alla migliore scenografia per Dune - Parte due
- Critics' Choice Awards
  - 2016 - Candidatura alla migliore scenografia per Arrival
  - 2022 - Migliore scenografia per Dune
  - 2025 - Candidatura alla migliore scenografia per Dune - Parte due